# Buško jezero
Der Buško jezero ist ein künstlicher See im südwestlichen Teil Bosnien und Herzegowinas. Er liegt in der Föderation Bosnien und Herzegowina in unmittelbarer Nähe zur Grenze nach Kroatien, etwa 70 km von Split entfernt. 
Der See gehört zu einem Drittel zum Gebiet der Gemeinde Livno und zu zwei Drittel zum Gebiet der Gemeinde Tomislavgrad. Entstanden ist er Anfang der 1970er Jahre auf dem Gebiet, das bis dahin den Namen Buško blato (auf Deutsch etwa: Buschko-Moor) trug und ein ausgedehntes Feuchtwiesengebiet war. Die Höhe des Wasserspiegels schwankt heute zwischen 699 und 715 m. i. J.. Der See hat eine maximale Fläche von 57,7 km². Die maximale Wassermenge des Sees beträgt 800 Millionen m³. 

## Wasserkraftwerk Orlovac
Der Buško jezero gehört zum Orlovac-Wasserkraftsystem. Durch einen Kanal ist er mit dem sehr viel kleineren, auf fast gleicher Höhe befindlichen Lipa-Stausee verbunden, der in die Cetina entwässert. Über das Pumpspeicherkraftwerk Buško blato ist es je nach Bedarf möglich, Wasser aus dem Buško jezero in den Stausee abzulassen oder vom Stausee in den Buško blato zu pumpen. Der Lipa-Stausee speist seinerseits über einen Tunnel das Wasserkraftwerk Orlovac (HE Orlovac). Dieses wurde 1973 in der Ortschaft Ruda, Gemeinde Otok in Kroatien auf einer Höhe von 400 m über N.N. gebaut. Das Elektrizitätswerk verfügt über eine Leistung von 237 MW, die von drei Turbinen erzeugt wird. Die durchschnittliche jährliche Stromproduktion beträgt 365 GWh und dient fast ausschließlich der Spitzenlast-Abdeckung. Im Gegenzug wird die Elektrizität über zwei 110-kV-Leitungen zum Umspannwerk Podgradina in der Nähe von Livno geliefert. Das Wasser aus dem Kraftwerk fließt in den Fluss Cetina.
Der Buško jezero ist ein beliebtes Ausflugsziel. Seit 1996 findet dort eine Internationale Kajak-Regatta statt.